# Fotovoltaika

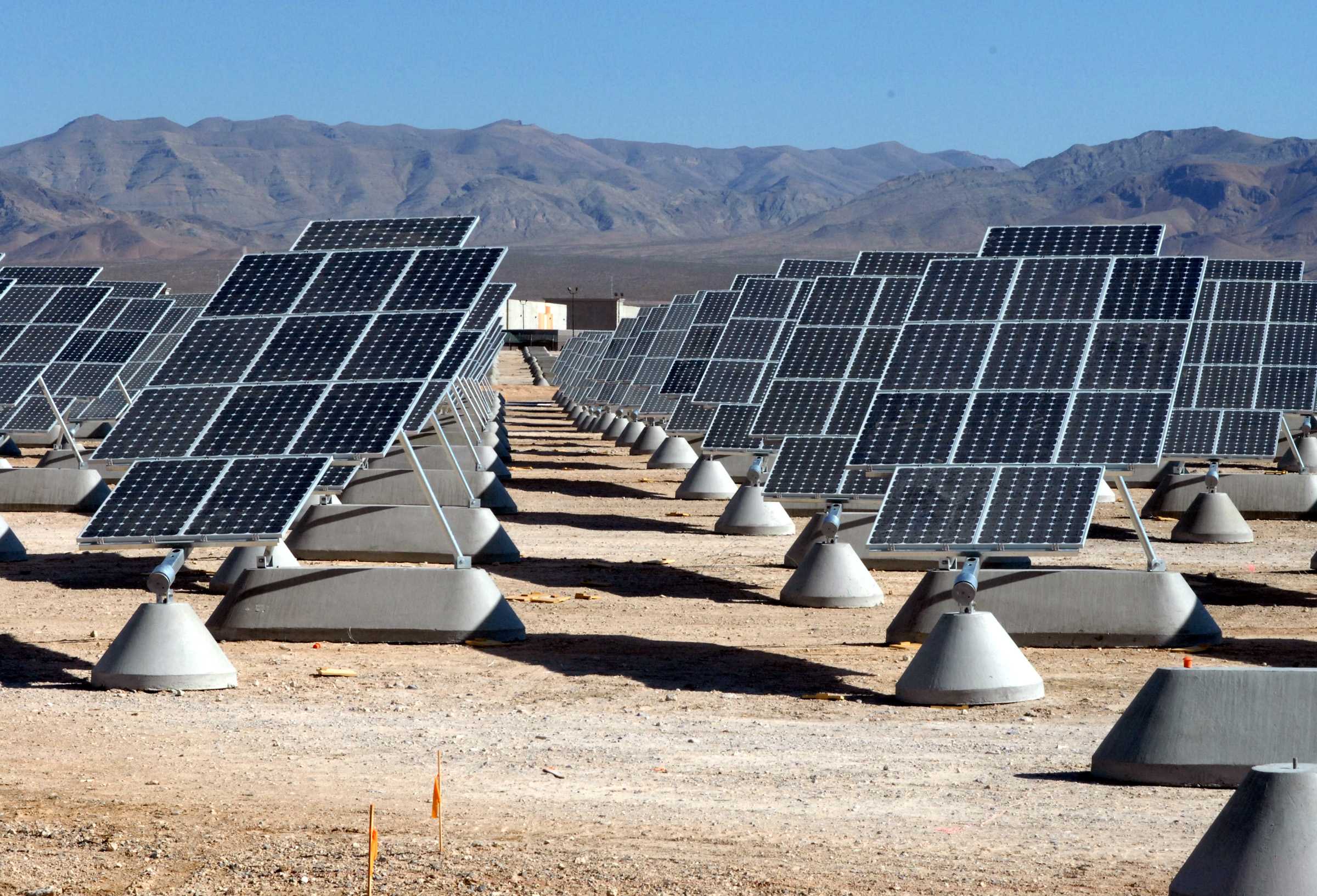
Solární elektrárna Nellis na letecké základně Nellis v USA. Tento fotovoltaický systém sleduje pohyb Slunce po obloze

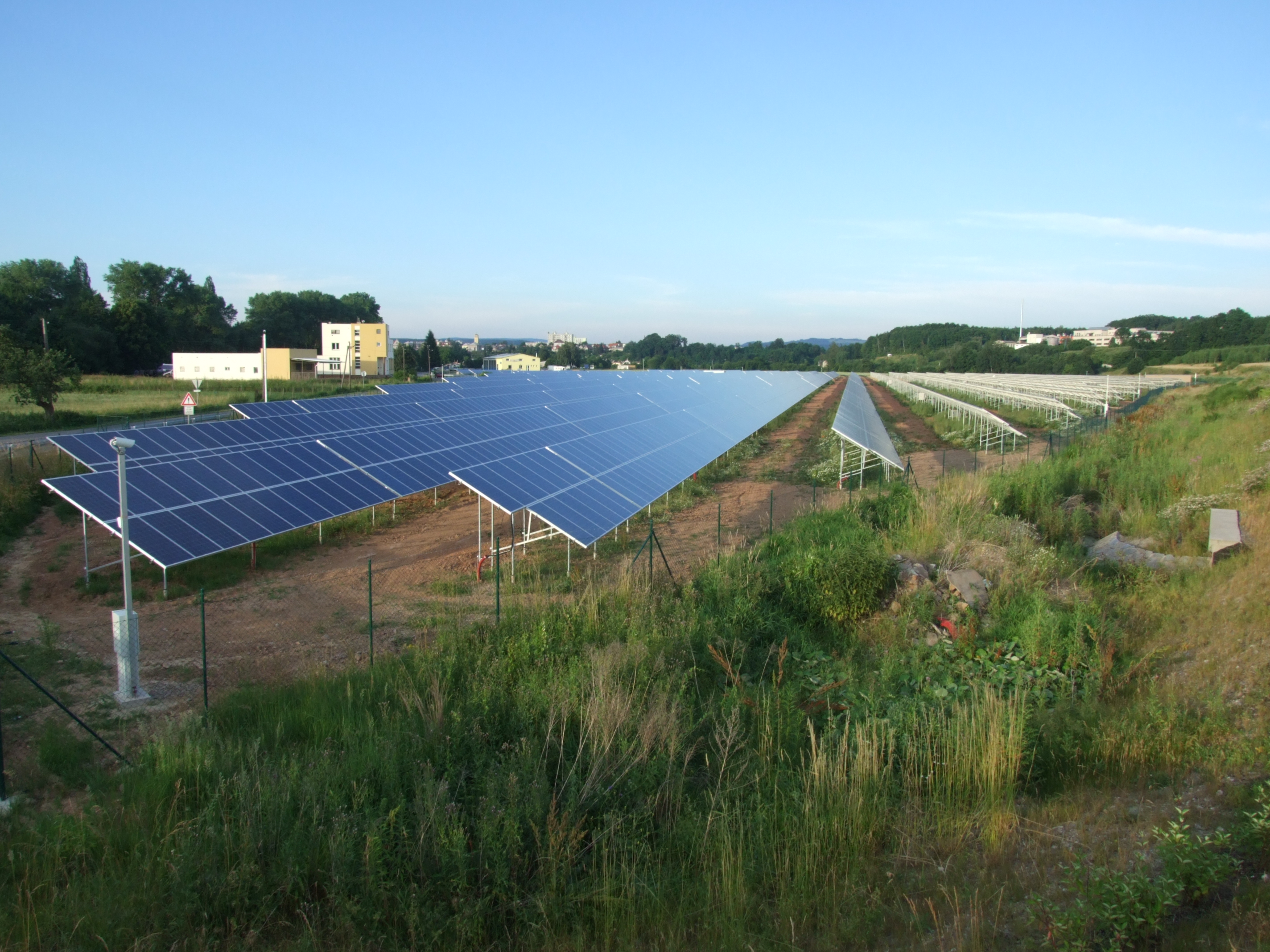
Solární elektrárna v České Skalici o výkonu 2800 kW ve špičce

Fotovoltaika je způsob přímé přeměny slunečního záření na elektřinu (stejnosměrný proud) s využitím fotoelektrického jevu na velkoplošných polovodičových fotodiodách. Sdružováním fotovoltaických článků vznikají fotovoltaické panely, které pak využívá fotovoltaická elektrárna (zkratka FVE) pro obnovitelnou výrobu elektřiny. Ta je používána buď k přímé spotřebě na místě výroby nebo přenášena elektrickou přenosovou soustavou ke spotřebitelům.

## Charakteristika
Fotovoltaické články jsou dvojího typu – krystalické a tenkovrstvé. Krystalické články jsou vytvořeny na tenkých deskách polovodičového materiálu, tenkovrstvé články jsou přímo nanášeny na sklo nebo jinou podložku. V krystalických technologiích převažuje křemík, a to monokrystalický nebo multikrystalický, jiné materiály jsou používány pouze ve speciálních aplikacích. Tenkovrstvých technologií je celá řada, například amorfní křemík a mikrokrystalický křemík, jejichž kombinace se nazývá tandem, dále tellurid kademnatý a CIGS sloučeniny. Díky rostoucímu zájmu o obnovitelné zdroje energie a dotacím se výroba fotovoltaických panelů a systémů rychle zdokonaluje.
Celková instalovaná kapacita FVE ve světě činila ke konci roku 2020 téměř 714 GW, přičemž jen za rok 2020 se zvýšila o celých 134 GW, což je o 23 % více, než v předchozím roce 2019. Tento instalovaný výkon umožňuje roční produkci na úrovni zhruba 700 TWh elektřiny. V České republice bylo v roce 2021 instalováno celkem 9 321 nových solárních elektráren s celkovým výkonem 62 MWp. Z toho bylo 42,8 MWp instalováno na střechách českých domácností a 19,2 MWp na střechách podniků a komerčních budov.
Za rok 2022 bylo zprovozněno téměř 34 tisíc fotovoltaických elektráren s celkovým výkonem 288,8 megawattů, což je meziroční nárůst o 366 procent.
Solární panely ale mají albedo nižší než povrch souše, takže jejich instalací vyšší absorpcí energie přispívají k oteplování planety a jejich pole vytváří tepelný ostrov, podobně jako je městský tepelný ostrov. Nemohu tak být považovány za klimaticky neutrální. To může být plovoucí solární elektrárna, která je ale mírně nákladnější. Některé země u rovníku mohou pokrýt spotřebu elektrické energie jen z plovoucích FVE.

## Princip

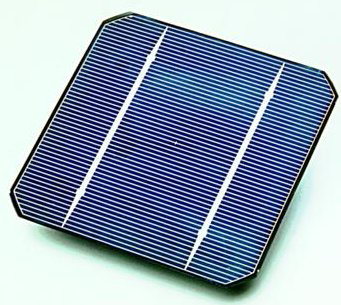
Fotovoltaické články převádějí sluneční záření přímo na elektrický proud

Fotony slunečního záření dopadají na přechod P-N fotodiody a svou energií vyrážejí elektrony z valenčního pásu do pásu vodivostního (uvolňují je z pevných vazeb na atomy krystalové mřížky). Takto vzniklé volné elektrony se u nejjednodušších systémů odvedou pomocí elektrod přímo ke spotřebiči, případně do akumulátoru. Aby mohly být napájeny běžné domácí elektrospotřebiče na střídavý proud, je nutné doplnit střídač, který energii převede na střídavé napětí, které má velikost a frekvenci shodné s distribuční soustavou.
Nejjednodušší solární článek obsahuje dvě vrstvy s rozdílným typem vodivosti. V jedné z vrstev (materiálu typu N) převažují negativně nabité elektrony, kdežto ve druhé vrstvě (materiálu typu P) převažují „díry“, které se dají popsat jako prázdná místa, jež snadno akceptují elektrony. V místě, kde se tyto dvě vrstvy setkávají (P–N přechodu), dojde ke spárování elektronů s děrami, čímž se vytvoří elektrické pole, které zabrání dalším elektronům v pohybu z N-vrstvy do P-vrstvy.
Za normálních okolností jsou elektrony v polovodičovém materiálu pevně vázány k atomům krystalové mřížky, a materiál je tedy nevodivý. Například každý atom křemíku má čtyři valenční elektrony. Přidáním velmi malého množství prvku s větším počtem valenčních elektronů (donoru) se vytvoří oblast s vodivostí typu N, v níž se vyskytují volné elektrony, které mohou přenášet elektrický náboj. Naopak příměs prvku s menším počtem elektronů vytvoří oblast s vodivostí typu P, v níž se krystalovou mřížkou pohybují „díry“ – místa, kde chybí elektron. Při zachycení fotonu o dostatečné energii (odpovídající vlnové délce) v polovodičovém materiálu vznikne jeden pár elektron–díra. Je-li vnější obvod uzavřen, pohybují se tyto nositelé náboje opačným směrem, elektrony k záporné elektrodě a díry ke kladné.
Solární články vyžadují ochranu před vlivy prostředí, a proto se umísťují mezi ochranné vrstvy. Obvykle jsou to sklo a plastová fólie, ale používají se i dvě skla nebo jiné kombinace materiálů. Protože napětí jednoho článku je nízké, články se sériově propojují do větších panelů. Jeden solární panel poskytuje dostatek energie (současné nejvýkonnější panely až kolem 600 W) pro napájení zařízení, které nevyžadují velký příkon. Pro napájení větších spotřebičů nebo ve fotovoltaických elektrárnách jsou jednotlivé solární panely propojeny do větších systémů.

### Moderní technologie

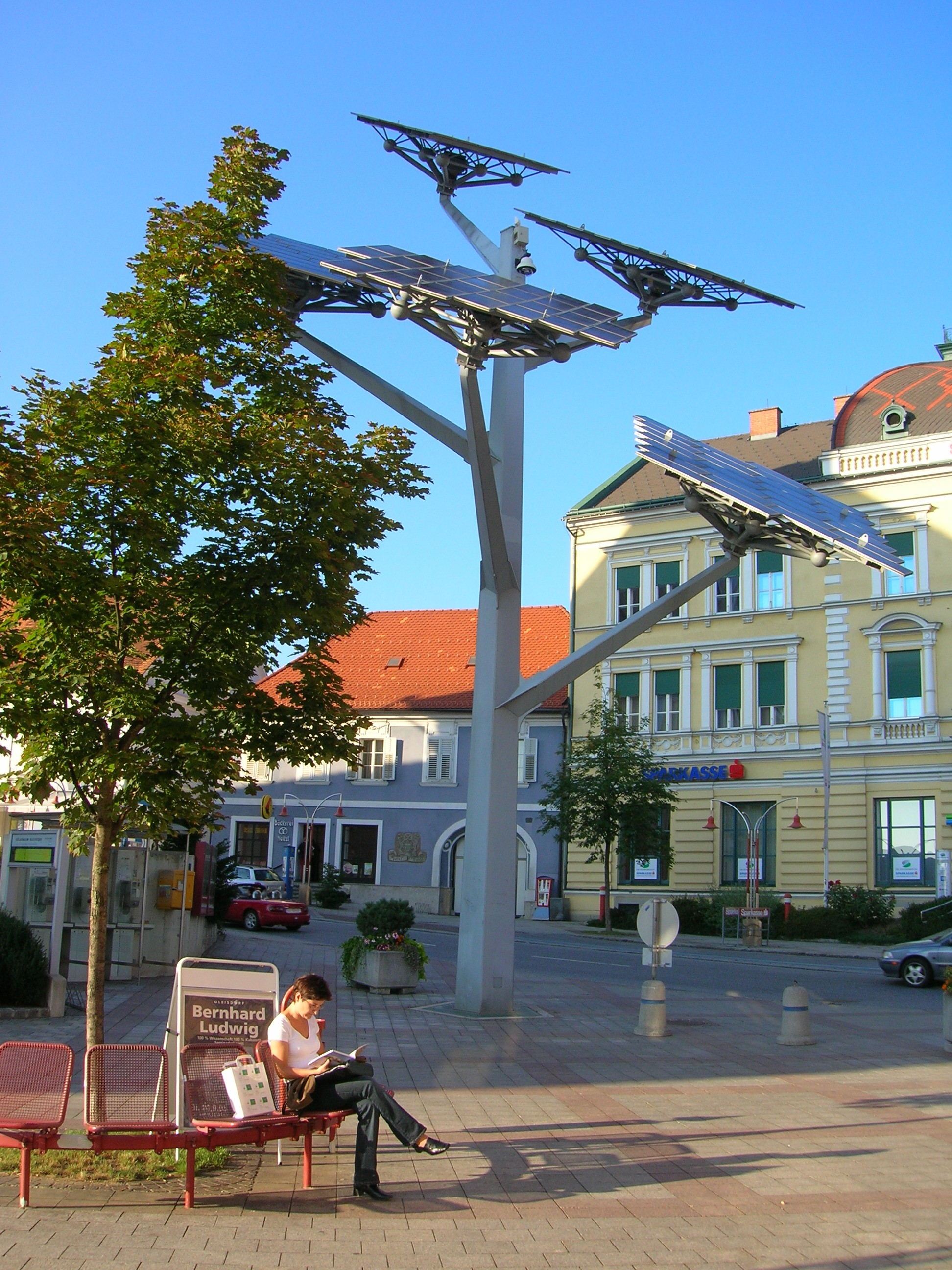
Fotovoltaický „solární strom“ ve Štýrsku, Rakousko

V současné době se vyvíjí takzvaná třetí generace fotovoltaiky. Nosnou myšlenkou této generace je zvýšení účinnosti za použití tenkovrstvých technologií, pokud možno díky netoxickým hojně se vyskytujícím materiálům. Zvýšení účinnosti lze dosáhnout obejitím Shockleyova–Queisserova limitu, který definuje maximální účinnost fotovoltaického článku s jedním P–N přechodem, a to tak, že se použijí struktury s větším počtem P–N přechodů. Teoreticky byly navrženy i jiné principy, dosud se však nepodařilo je experimentálně ověřit. Další možností, jak zvýšit účinnost fotovoltaického článku, je modifikace spektra záření dopadajícího na P–N přechod konverzí vysokoenergetických fotonů nebo nízkoenergetických fotonů na fotony s energií, která nejlépe odpovídá fyzikálním vlastnostem P–N přechodu.
Každý z výše uvedených přístupů má své výhody a nevýhody a nacházejí se v různých stupních vývoje.

## Vývoj

### Dějiny fotovoltaiky
Fotoelektrický jev byl objeven v roce 1839 francouzským fyzikem Alexandrem Edmondem Becquerelem. V roce 1876 objevili stejný efekt pro selenové krystaly Angličani William G. Adams a Richard E. Day. V roce 1905 se Albertu Einsteinovi podařilo fotoelektrický jev vysvětlit, za což v roce 1921 získal Nobelovu cenu za fyziku. Po mnoha letech (během nichž bylo učiněno mnoho vynálezů a objevů) se v roce 1954 povedlo  Drylu Chapinovi, Calvinu Fullerovi a Geraldu Pearsonovi vyvinout první článek s účinností vyšší než čtyři procenta. Fotovoltaické články našly první praktické použití koncem padesátých let pro napájení družic. První družice napájená solárními panely se jmenovala Vanguard I. Tato družice byla vypuštěna na oběžnou dráhu 17. března 1958. Díky poptávce leteckého průmyslu během šedesátých a sedmdesátých let minulého století došlo k významnému pokroku ve vývoji těchto technologií.
Vlivem energetické krize v sedmdesátých letech a zvýšeného povědomí o životním prostředí se alternativní zdroje energie staly politicky zajímavými. Došlo k úpravě zákonů a vytvoření programů na podporu fotovoltaiky. Lídry v této oblasti jsou zejména Německo, USA a Japonsko.

### Současnost

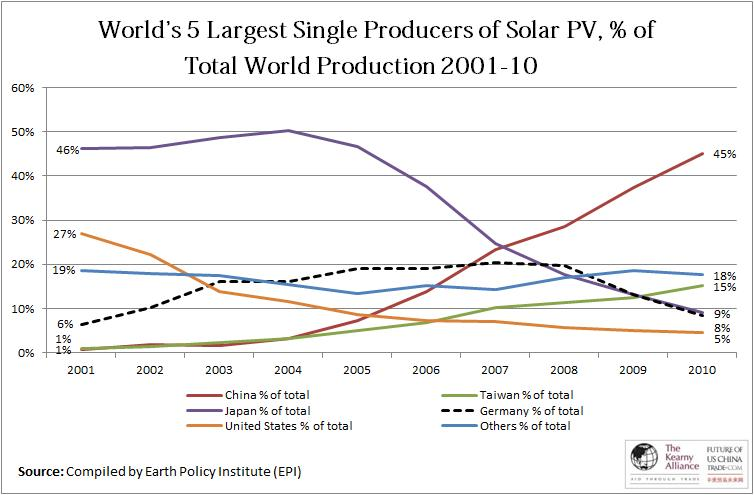
Od roku 2007 je největším producentem Čína. Roku 2017 se v Evropě vyráběly zhruba jen 2 % článků.

Globální instalované kapacitě FV systémů dominuje Čína

Vývoj ceny křemíkových solárních panelů od roku 1977 v amerických dolarech na watt

Fotovoltaické systémy ze zanedbatelné úrovně rychle rostou na celkovou světovou kapacitu 714 gigawattů (GW) na konci roku 2020. V roce 2020 se rychle rostoucí kapacita zvýšila o 134 GW, což je o 23 % více než v roce 2019. Celkový výkon všech světových solárních elektráren postavených v roce 2020 je přibližně 700 TWh. Nejrychleji rostoucími trhy jsou Čína a Spojené státy americké. Největším světovým výrobcem elektřiny z fotovoltaických panelů je Čína. Fotovoltaika je nyní po vodní a větrné energii třetím nejdůležitějším zdrojem energie z obnovitelných zdrojů, pokud jde o celosvětově instalovaný výkon (nepočítaje solární zisky a biomasu).
Roku 2023 už čekalo ve frontě na připojení do sítě přes 1 TW výkonu nevyužívaných slunečních elektráren.
Zpráva Evropské asociace fotovoltaického průmyslu (EPIA) odhaduje, že fotovoltaika bude v roce 2030 uspokojovat v Evropě 10 až 15 procent poptávky po energii. Celkem má EU za cíl do roku 2030 získávat 42 procent energie z obnovitelných zdrojů. Česko má dle energeticko-klimatického plánu za cíl dosáhnout 22 %. Vzhledem k podmínkám v ČR se předpokládá, že většina bude z fotovoltaiky.[zdroj?]
Scénář EPIA a Greenpeace „Posun paradigmatu solární generace“ (dříve zvaný jako pokrokový scénář) z roku 2010 ukazuje, že do roku 2030 by 1 845 GW fotovoltaických systémů mohlo po celém světě generovat přibližně 2 646 TWh elektřiny za rok. V kombinaci se zlepšením účinnosti využívání energie by to znamenalo uspokojení poptávky více než 9 procent světové populace po elektřině. V roce 2050 by mohlo více než 20 procent veškeré elektřiny pocházet z fotovoltaiky.
Cena fotovoltaiky se díky vývoji technologií a velkoobjemové výrobě neustále snižovala (viz graf). Nicméně v roce 2021 se tento trend změnil a cena solárních panelů roste.[zdroj?] Přesto díky finančním pobídkám, dotacím a výhodným tarifním podmínkám pro energii z fotovoltaiky dochází v mnoha zemích k prudkému nárůstu instalací.

### Budoucí vývoj
V budoucnu se očekává, že fotovoltaické panely budou ještě efektivnější a levnější díky vývoji nových materiálů a technologií.[zdroj?] Například krystalické perovskity, nový typ fotovoltaického materiálu, který se ukazuje jako velmi slibný[zdroj?] pro budoucí vývoj fotovoltaiky. Navíc se očekává, že fotovoltaické panely budou čím dál více integrovány do stavebního designu, takže budou moci být použity na fasádách budov, střechách a dokonce i na silnicích.[zdroj?]
Dalším krokem v budoucím vývoji fotovoltaiky bude zřejmě využití umělé inteligence k optimalizaci výroby elektrické energie z fotovoltaických panelů a jejich integrace do sítí elektrické energie.[zdroj?]
V neposlední řadě se očekává, že fotovoltaická energie bude hrát významnou roli při snaze o udržitelnější a ekologičtější způsoby výroby elektrické energie, což pomůže snížit emise skleníkových plynů a omezit závislost na fosilních palivech.[zdroj?]
Fotovoltaické elektrárny lze umisťovat na hladinu vody a tak nekonkurovat ve využívání půdy. Na moři je však třeba omezit vliv houpání z vln. Pokud se fotovoltaika na moři zkombinuje s větrnými turbínami na moři, tak dodávání energie může být stabilnější.

## Užití

### Výhody
- Množství sluneční energie dopadající na zemský povrch je tak obrovské, že by současnou spotřebu pokrylo 6000krát – na zemský povrch dopadá 89 petawattů přičemž naše spotřeba činí 20 terawattů.[17][18] Solární energie má také nejvyšší hustotu výkonu (celosvětový průměr je 170 W/m2) ze všech známých zdrojů obnovitelné energie.[17]
- Během výroby elektrické energie neznečišťuje fotovoltaický systém životní prostředí a nevznikají emise skleníkových plynů. Znečištění během výroby a likvidace zařízení se dá udržet pod kontrolou za použití již známých metod likvidace elektroodpadu. Také se pracuje na vývoji technologií na recyklaci zařízení po skončení jejich užitečného života.[19]
- Fotovoltaické systémy vyžadují po nainstalování minimální údržbu a palivo, sluneční energie je zadarmo. Provozní náklady jsou tudíž ve srovnání s existujícími technologiemi extrémně nízké.[20]
- Pokud je fotovoltaický systém připojen na síť, energie může být spotřebována místně, a tudíž snížit celkové ztráty rozvodné soustavy.[zdroj?]
- V rámci využití fotovoltaiky pro účely vytápění je vždy zapotřebí brát v úvahu nejen povahu vytápěné nemovitosti, ale také to, co je "vytápěním fotovoltaikou" rozuměno. Populárně naučná literatura pod tímto pojmem totiž rozumí hned několik variant vytápění - od napájení zdroje vytápění fotovoltaikou napřímo (tepelná čerpadla, topné fólie) přes akumulační topná tělesa a teplovzdušné solární panely až po ohřívání vody a její následné využití pro vytápění budovy (termické solární vytápění). [21]

### Nevýhody
- Solární energie není k dispozici v noci a za špatného počasí (mlha, déšť, sníh) je velmi nespolehlivá. Může tak být ohrožena stabilita elektrické přenosové soustavy. Často se proto instalují systémy na ukládání elektřiny (baterie) nebo je třeba výrobu kombinovat s dalšími zdroji.
- V době největší produkce solární elektřiny je jí přebytek (svítí všude, nikdo další elektřinu nepotřebuje), zatímco v době kdy nesvítí, je v rámci dne poptávka po elektřině největší.
- Kvůli nárazovému výkonu (když svítí slunce) je nutné předimenzovat místní rozvody (zhruba trojnásobně), jinak nelze všem producentům umožnit prodej přebytků.[22]
- Ve slunečných dnech je přebytků z fotovoltaik tolik, že se jejich cena dostává na trhu do záporných hodnot.[23]
- Výkup elektřiny od producentů je kvůli přebytkům ve slunečných dnech obtížný a obchodníci nabízejí nízké výkupní ceny (v roce 2024 například 0,2 Kč/kWh).[23]
- V době přebytku se jako první odstavují solární zdroje (je to nejjednodušší) a vlastníkům se vyplácí kompenzace, což výrobu elektřiny výrazně prodražuje.[24]
- Výkon fotovoltaických panelů se výrazně snižuje, pokud jsou pokryty vrstvou sněhu nebo jsou znečištěny.
- Území zabrané solárními elektrárnami je pro daný generovaný výkon větší než území, které je při stejném výkonu nutné pro energetiku založenou na těžbě uhlí.[25] Lze to však vyřešit využitím jinak nevyužitých povrchů střech budov.
- Cena (solární) elektřiny je deformovaná obchodem s emisními povolenkami.[26]
- Výkupní cena solární energie je dotována poplatky, které platí všichni odběratelé (v roce 2019 v ČR 27 miliard ročně).[26]
- Dotace prakticky znemožňují porovnání reálných nákladů solární energie oproti jiným zdrojům energie.
- Účinnost fotovoltaických článků se pohybuje mezi 14 až 22 %.[27]
- Koeficient ročního využití je v ČR asi 9 až 13 % (poměr instalovaného výkonu a dosažitelného ročního výkonu),[27] což znamená vysoké výkyvy v dodávkách do elektrické sítě.
- Fotovoltaika vyrábí na území ČR elektřinu nejméně v severních oblastech (asi 1400 hodin ročně) a nejvíce na jižní Moravě (až 1800 hodin ročně, rok má 8760 hodin).[28]
- Majitelé fotovoltaiky zatěžují rozvodnou síť (generují nepředvídatelnou zátěž a obchodníci s elektřinou platí penále za odchylku), ale náklady platí všichni odběratelé (tzv. privatizace výnosů a socializaci výdajů), což je čím dál méně sociálně únosné.[29]
- Životnost fotovoltaických článků je podle výrobců 25–30 let,[30] ale reálná je menší (asi 20 let).[31]
- Životnost fotovoltaických panelů by měla být až 25 let, ale kvůli konstrukčním nedostatkům podpůrné konstrukce výrazně roste poruchovost již po 10 letech (netěsnosti, zatékání).[32]
- Fotovoltaické články časem degradují, takže se postupem času snižuje jejich výkon[31] (asi 1 % ročně, nejvyšší je na začátku, ale ke konci životnosti se zrychluje).

### Umístění
Při výběru umístění fotovoltaických panelů je kromě účelu a podmínek důležité zohlednit také orientaci a sklon daného místa. Další faktory, které je třeba vzít v úvahu (protože mohou negativně ovlivnit efektivitu a výkon panelů), jsou stínění a případné překážky nacházející se v blízkosti daného místa. Fotovoltaické panely je možné umístit na různá místa – na sloupy či konstrukce, na terasy nebo dokonce i na balkóny (požadovaná volná plocha pro instalaci panelů je v součtu alespoň 4,5 m²). Panely je možné umístit také na fasádu budovy a v případě, že je k dispozici dostatek volné plochy, tak i na zem. Nejčastěji jsou ale fotovoltaické panely umísťovány na střechy budov. 

#### Sklon a orientace střechy
Fotovoltaické panely se mohou instalovat svisle i vodorovně. Sklon střechy není zásadní[zdroj?], ale ideální je od 20° do 45°. Pokud je nižší nebo naopak vyšší, celoroční ztráty na výnosech z fotovoltaiky dosahují až kolem 10 %. Maximálního výnosu za rok dosáhnou systémy se sklonem 35°. Celoroční vyváženou výrobu elektřiny zajistí sklon 45°. Při sklonu menším než 10° ztratí panely svou schopnost samočištění.
Důležitější než sklon je její orientace, přičemž je třeba vyhýbat se severní straně. Panely orientované na jih vyrábějí během celého dne a nejvíce elektřiny vyprodukují v době od 11 do 13 hodin. Pokud je orientace střechy na východ nebo západ, dojde k roční ztrátě produkce elektrické energie přibližně jen o 20 %. Nicméně rozdělení panelů na východ a západ má své výhody, produkce elektřiny ze solárních panelů je rozprostřena na celý den a především domácnostem může toto rozložení výroby vzhledem k typickému charakteru spotřeby v rodinných domech přinášet výhody.

### Návratnost
Návratnost fotovoltaického zařízení je doba, po kterou je výroba elektrické energie z fotovoltaických panelů ekonomicky výhodná. To znamená, že výdaje na pořízení a instalaci fotovoltaického zařízení se v průběhu času vrátí zpět prostřednictvím úspor na fakturách za elektřinu. Návratnost fotovoltaiky se může lišit v závislosti na několika faktorech, jako je velikost fotovoltaického zařízení, cena elektřiny v dané oblasti, výkon fotovoltaických panelů a účinnost zařízení.
Po dosažení návratnosti bude fotovoltaické zařízení stále produkovat elektrickou energii a pokračovat tak v úspoře nákladů na elektřinu po zbytek své životnosti, která se obvykle pohybuje kolem 25 až 30 let. Návratnost investice bez dotací je 10 až 15 let za předpokladu dražších energií na úrovni konce roku 2022 (8,80 Kč/kWh), přičemž bateriové systémy mají návratnost delší. Zkrácení návratnosti je možné dosáhnout pomocí dotací.

### Dotace
V České republice podporuje instalaci fotovoltaických systémů pro domácnosti program Nová zelená úsporám. Ten umožňuje domácnostem získat dotaci v maximální výši až 200 000 Kč. Celková výše podpory na jednu žádost je ale omezena na maximálně 50 % přímých realizačních výdajů.
Od března 2022 mohou o dotace na fotovoltaické systémy žádat i podnikatelé a firmy. Ty ale oproti domácnostem, které využijí programu Nová zelená úsporám musí žádat o podporu z Národního plánu obnovy. Další finanční prostředky mohou podnikatelé a firmy získávat také z Operačního programu Technologie a aplikace pro konkurenceschopnost (OP TAK) a Operačního programu Spravedlivá transformace (OP ST).

### Degradace článků
Vlivem povětrnostních vlivů dochází k degradaci fotovoltaických článků, takže se postupně snižuje jejich podávaný výkon (asi o 1 % ročně, ale postupně se zrychluje). Na nejstarší fotovoltaické elektrárně v ČR, která se nachází v Dukovanech, bylo v recenzovaném výzkumu zjištěno, že mezi nejčastěji opakující se defekty patří delaminace a celková degradace EVA fólie včetně korodujících spojů propojujících jednotlivé články z důvodu vlhkosti v sendvičové struktuře. To způsobuje, že přes deklarovanou životnost se nevyplatí starší články udržovat v provozu a je výhodnější jejich výměna. Nový článek totiž podává znovu jmenovitý výkon, ale ten je dokonce díky technologickému vývoji vyšší, než byl u původních článků). Fotovoltaické články nelze opravovat. Vzniká tak odpad, jehož ekologické likvidace je sporná.